# زیردریایی کی-۴۲۹
زیردریایی کی-۴۲۹ (به انگلیسی: Soviet submarine K-429) یک زیردریایی است که طول آن ۱۰۴ متر (۳۴۱ فوت ۲ اینچ) می‌باشد. این زیردریایی  در سال ۱۹۷۲ ساخته شد.